# Jürgen Müller (Geodät)
Jürgen Müller (* 13. März 1962) ist Professor für Physikalische Geodäsie am Institut für Erdmessung der Universität Hannover und Schriftleiter der Zeitschrift für Vermessungswesen. Er promovierte 1991 an der TU München und habilitierte sich 2001 ebenfalls an der TU München. Bis 2001 war er als akademischer Oberrat am Institut für Astronomische und Physikalische Geodäsie der TU München tätig.
Seine Forschungsthemen sind Erdrotation und Referenzsysteme, Gravimetrie und Satellitengeodäsie sowie die ESA-Schwerefeldmissionen GRACE und GOCE. Er ist außerdem am Exzellenzcluster QUEST (Centre for Quantum Engineering and Space-Time Research) beteiligt.
Müller erhielt für 2023 die Vening Meinesz Medal der European Geosciences Union zugesprochen.
Jürgen Müller ist verheiratet und hat zwei Kinder.